# Lista siturilor arheologice din județul Hunedoara - L
Lista siturilor arheologice din județul Hunedoara - L conține toate siturile arheologice din județul Hunedoara înscrise în Repertoriul Arheologic Național (RAN) și aflate în localități al căror nume începe cu litera L. RAN este administrat de Ministerul Culturii și Patrimoniului Național și cuprinde date științifice, cartografice, topografice, imagini și planuri, precum și orice alte informații privitoare la zonele cu potențial arheologic, studiate sau nu, încă existente sau dispărute.
Puteți căuta un sit din localitățile care încep cu litera L folosind formularul de mai jos sau puteți naviga prin toate siturile din județ la Lista siturilor arheologice din județul Hunedoara.
| Cod RAN                                | Denumire | Localitate                                    | Adresă              | Datare                                 | Descoperit | Coordonate                                              | Imagine           | Erori            |
| -------------------------------------- | --- | --------------------------------------------- | ------------------- | -------------------------------------- | ---------- | ------------------------------------------------------- | ----------------- | ---------------- |
| 92042.01.01                            | Așezarea neolitică de la Leșnic / ansamblu anonim (Categorie: locuire civilă) (Tip: Așezare)                         | sat Leșnic, comuna Vețel                      |                     | Starčevo - Criș                        |            |                                                         | Încărcați imagine | Raportați eroare |
| 87068.01.01                            | Așezarea neo-eneolitică de la Lupeni- Peștera Belona / ansamblu anonim (Categorie: locuire civilă) (Tip: Așezare)    | municipiul Lupeni                             | Peștera Belona      |                                        |            |                                                         | Încărcați imagine | Raportați eroare |
| 87068.01.02                            | Așezarea neo-eneolitică de la Lupeni- Peștera Belona / ansamblu anonim (Categorie: locuire civilă) (Tip: așezare)    | municipiul Lupeni                             | Peștera Belona      |                                        |            |                                                         | Încărcați imagine | Raportați eroare |
| 91777.01.01                            | Așezarea neolitică de la Livezi - Cetățuie / ansamblu anonim (Categorie: locuire civilă) (Tip: Așezare)              | sat Livezi, comuna General Berthelot          | Cetățuie            |                                        |            | 45°37′20″N 22°50′40″E / 45.62223°N 22.84434°E           | Încărcați imagine | Raportați eroare |
| 92042.02.01 (Cod LMI: HD-II-m-A-03359) | Biserica medievală "Sf. Nicolae" din Leșnic / ansamblu anonim (Categorie: construcție de cult) (Tip: biserică)       | sat Leșnic, comuna Vețel                      |                     | sec. XIV - XVI                         |            |                                                         | Încărcați imagine | Raportați eroare |
| 89473.02.01                            | Așezarea de epocă romană de la Lăpușnic / ansamblu anonim (Categorie: locuire) (Tip: Așezare)                        | sat Lăpușnic, comuna Dobra                    |                     |                                        |            |                                                         | Încărcați imagine | Raportați eroare |
| 92042.03.01                            | Așezarea de epocă romană de la Leșnic / ansamblu anonim (Categorie: locuire) (Tip: Villa rustica)                    | sat Leșnic, comuna Vețel                      |                     |                                        |            |                                                         | Încărcați imagine | Raportați eroare |
| 88010.01.01                            | Așezarea de epocă romană de la Livadia - Livezea / ansamblu anonim (Categorie: locuire) (Tip: așezare)               | sat Livadia, comuna Baru                      | Livezea             |                                        |            | 45°28′54″N 23°07′53″E / 45.48154°N 23.13125°E           | Încărcați imagine | Raportați eroare |
| 91777.02.01                            | Așezarea de epocă romană de la Livezi- Găuricea / ansamblu anonim (Categorie: locuire) (Tip: așezare)                | sat Livezi, comuna General Berthelot          | Găuricea            |                                        |            |                                                         | Încărcați imagine | Raportați eroare |
| 88500.04.01                            | Așezare neolitică de la Luncani- Peștera Luncani / ansamblu anonim (Categorie: locuire) (Tip: Așezare în peșteră)    | sat Luncani, comuna Boșorod                   | Peștera Luncani     | musterian                              |            |                                                         | Încărcați imagine | Raportați eroare |
| 88500.05.01                            | Așezare de epocă dacică de la Luncani- Porumb / ansamblu anonim (Categorie: locuire) (Tip: așezare)                  | sat Luncani, comuna Boșorod                   | Porumb              | dacica                                 |            |                                                         | Încărcați imagine | Raportați eroare |
| 88500.06.01                            | Așezare de epocă dacică de la Luncani- Vârful Secuiului / ansamblu anonim (Categorie: locuire) (Tip: așezare)        | sat Luncani, comuna Boșorod                   | Vârful Secuiului    | dacica                                 |            |                                                         | Încărcați imagine | Raportați eroare |
| 88500.07.01                            | Așezare de epocă dacică de la Luncani- Vârful Străin / ansamblu anonim (Categorie: locuire) (Tip: așezare)           | sat Luncani, comuna Boșorod                   | Vârful Străin       | dacica                                 |            |                                                         | Încărcați imagine | Raportați eroare |
| 87068.03.01                            | Așezarea de epocă romană de la Lupeni / ansamblu anonim (Categorie: locuire civilă) (Tip: așezare)                   | municipiul Lupeni                             |                     |                                        |            |                                                         | Încărcați imagine | Raportați eroare |
| 87068.04.01                            | Mina de epocă romană de la Lupeni / ansamblu anonim (Categorie: exploatare/carieră) (Tip: Mină)                      | municipiul Lupeni                             |                     |                                        |            |                                                         | Încărcați imagine | Raportați eroare |
| 88500.08.01                            | Așezarea de epocă dacică de la Luncani - Poiana Omului / ansamblu anonim (Categorie: locuire) (Tip: Așezare)         | sat Luncani, comuna Boșorod                   | Poiana Omului       | dacică                                 |            |                                                         | Încărcați imagine | Raportați eroare |
| 90413.01.01                            | Așezarea dacică de la Ludeștii de Sus - Zăvoaie / ansamblu anonim (Categorie: locuire) (Tip: Așezare)                | sat Ludeștii de Sus, comuna Orăștioara de Sus | Zăvoaie             | dacică                                 |            |                                                         | Încărcați imagine | Raportați eroare |
| 90404.01.01                            | Situl arheologic de la Ludeștii de Jos - Piscul Cetățeaua / ansamblu anonim (Categorie: locuire) (Tip: Așezare)      | sat Ludeștii de Jos, comuna Orăștioara de Sus | Piscul Cetățeaua    | Wietenberg                             |            |                                                         | Încărcați imagine | Raportați eroare |
| 90404.01.02                            | Situl arheologic de la Ludeștii de Jos - Piscul Cetățeaua / ansamblu anonim (Categorie: locuire) (Tip: Așezare)      | sat Ludeștii de Jos, comuna Orăștioara de Sus | Piscul Cetățeaua    | dacică                                 |            |                                                         | Încărcați imagine | Raportați eroare |
| 88500.01.01 (Cod LMI: HD-I-s-B-03199)  | Castrul de la Luncani - "Grădiște" / ansamblu Castru de marș (Categorie: locuire militară) (Tip: Castru)             | sat Luncani, comuna Boșorod                   | Grădiște            | sf. sec. I p. Chr.                     |            | 45°37′58″N 23°09′28″E / 45.6328777778°N 23.1576861111°E | Încărcați imagine | Raportați eroare |
| 88500.02.01 (Cod LMI: HD-I-s-A-03200)  | Fortificațiile de la Luncani - "Dealul Piatra Roșie" / ansamblu anonim (Categorie: fortificație) (Tip: Fortificație) | sat Luncani, comuna Boșorod                   | Dealul Piatra Roșie | geto-dacică sec. I a. Chr. - I p. Chr. | 1949       | 45°N 23°E / 45°N 23°E                                   | Încărcați imagine | Raportați eroare |
| 88500.02.02 (Cod LMI: HD-I-s-A-03200)  | Fortificațiile de la Luncani - "Dealul Piatra Roșie" / ansamblu anonim (Categorie: fortificație) (Tip: Fortificație) | sat Luncani, comuna Boșorod                   | Dealul Piatra Roșie |                                        | 1949       | 45°N 23°E / 45°N 23°E                                   | Încărcați imagine | Raportați eroare |